# Paragehyra gabriellae
Paragehyra gabriellae — вид геконоподібних ящірок родини геконових (Gekkonidae). Ендемік Мадагаскару. Вид названий на честь малагасійської герпетологині Габріелли Рахаріманани.

## Поширення і екологія
Paragehyra gabriellae мешкають на південному сході острова Мадагаскар, переважно в районі Толанаро в провінції Анузі, зокрема в Національному парку Андохахела. Вони живуть в густих, первинних, вічнозелених тропічних лісах, серед гранітних валунів поблизу струмків. Зустрічаються на висоті від 120 до 240 м над рівнем моря. Ведуть нічний спосіб життя. З жовтня по грудень самиці відкладають 2 яйця.

## Збереження
МСОП класифікує цей вид як такий, що перебуває під загрозою зникнення. Paragehyra gabriellae є рідкісним видом, якому загрожує знищення природного середовища.